# Jüdischer Friedhof (Zeven)

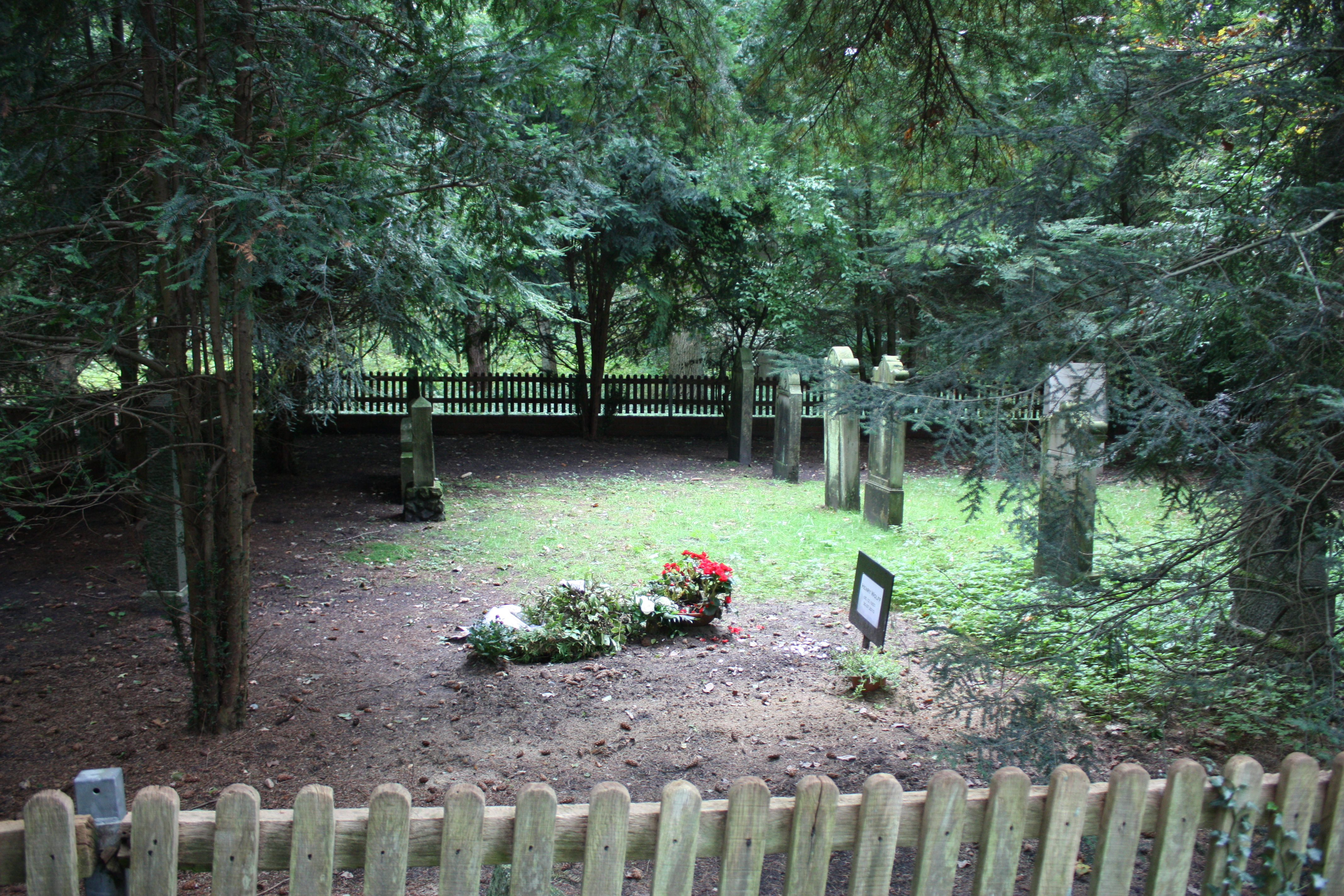
Jüdischer Friedhof in Zeven

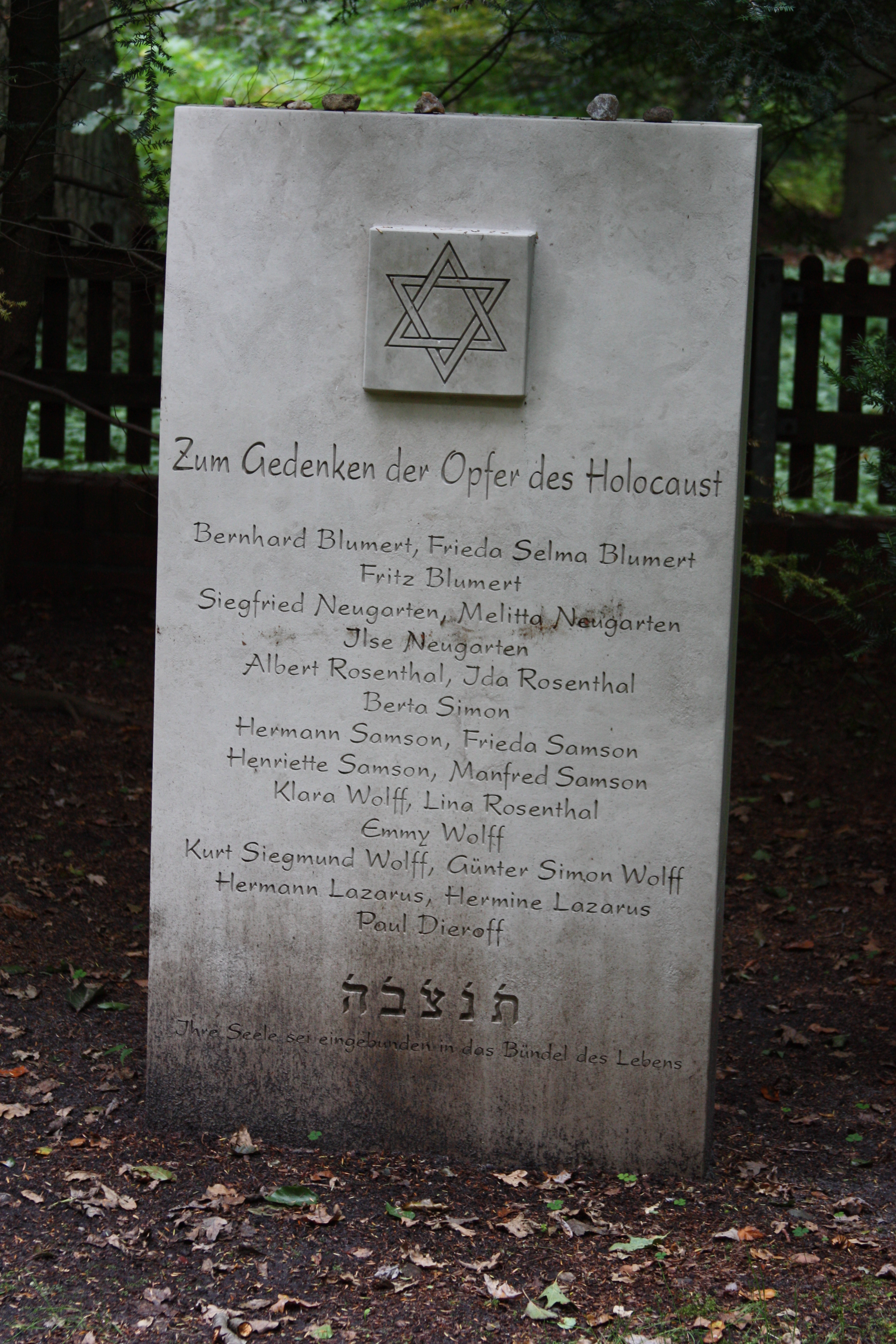
Gedenkstein

Der Jüdische Friedhof Zeven ist ein Jüdischer Friedhof in Zeven (Landkreis Rotenburg (Wümme), Niedersachsen). Er ist ein geschütztes Kulturdenkmal.

## Beschreibung
Auf dem 251 m² großen Friedhof von nahezu quadratischer Form, der im Wald „Kleine Ahe“ liegt, befinden sich 9 Grabsteine für Juden aus Zeven und Umgebung, die in den Jahren 1886 bis 1934 verstorben sind. Vorhanden sind 16 Einzel- und zwei Familiengräber. Ungewöhnlich für die alten jüdischen Friedhöfe in Niedersachsen ist, dass sich auf dem Friedhof auch eine frische Grabstelle von 2010 befindet.
Der Friedhof liegt ungefähr 20 m südlich der Bäckerstraße, in Höhe des Ortseingangsschildes und ca. 30 m westlich eines Fußballplatzes.
Zu der Anlage liegt eine Dokumentation mit Abschrift der deutschen Inschriften, Fotos und Belegungsplan vor, die 1985 und 1997 durch Klaus-Peter Schulz vom Kreisheimatmuseum Osterholz erfolgt ist.

## Geschichte
Die erste genau überlieferte Beisetzung auf dem Begräbnisplatz in der „Kleinen Ahe“ erfolgte 1867. Während der Novemberpogrome 1938 wurde der Friedhof geschändet: Die Grabsteine wurden umgeworfen und das Eisengitter abgebaut. Immerhin unterblieb wegen hygienischer Bedenken die Einebnung des Friedhofs, die ein Zevener Bürger 1940 beantragt hatte. In den Jahren 1953/54, 1978 und 1986 wurde das Gelände instand gesetzt. 1988 wurde eine Gedenktafel errichtet. Im Jahr 2008 wurde durch die Stadt Zeven ein Gedenkstein unmittelbar auf den Friedhof errichtet, der die Namen der im Holocaust umgekommenen jüdischen Bürger nennt. Heute kümmert sich die Gemeinde Zeven um die Pflege des Friedhofs, der sich seit 1959 im Besitz des Landesverbandes der Jüdischen Gemeinden von Niedersachsen befindet.
2025 beschädigten Unbekannte nach einer Kranzniederlegung am Tag des Gedenkens an die Opfer des Nationalsozialismus einen Zaun sowie einen Kranz und hinterließen Aufkleber.